# 若林忠宏
若林忠宏（わかばやし ただひろ、1956年 - ）は、日本の民族音楽演奏家。シタールをはじめ、さまざまな撥弦楽器、打楽器の演奏者。東京都出身。妹は、シンガーソングライターの若林マリ子。

## 概要
元文学座俳優で演出家の父と、ピアノ教師の母の間に生まれる。音楽に囲まれた環境で中学生の頃に民族音楽と出会い、シタールを入手、独学で演奏法を習得。この頃から既に池袋パルコ、渋谷ジァン・ジァンなどで演奏。島田荘司のロックバンドにシタール、タブラで参加。また1977年には、テクノポップバンド『ヒカシュー』の前期メンバーとなる。1978年には、日本初の民族音楽ライブハウスを開店、数々の新しい試みによる演奏活動を続ける。
1986年には、サイケデリック・ロックバンド『七福神』のメンバーとなる。細野晴臣、妹尾河童、本篠秀太郎らと共演するなど、幅広く活躍。
一方、全国各地で民族音楽教室を開き、民族音楽の普及啓蒙活動にも努め、正倉院の五弦琵琶の修復にも携わる。特に九州での活動は盛んで、2005年に「民族音楽センター九州」を福岡市に設立、九州での各種演奏会やイベントに多数出演。

## 著作リスト
- 『アジアを翔ぶシターリスト』
- 『民族楽器大博物館』
- 『民族楽器を楽しもう』
- 『世界の師匠は十人十色』
- 『もっと知りたい世界の民族音楽』
- 『アラブの風と音楽』
- 『世界の民俗音楽辞典』
- 『スローミュージックで行こう』
- 『民族楽器を演奏しよう』
- 『日本の伝統楽器』

## テレビ出演
- 2005年10月7日　テレビ朝日「タモリ倶楽部」『もしもエレキシタールが弾けたなら ～せっかくなので一度だけ習ってみよう～』」司会：タモリ。ゲスト：大槻ケンヂ、マギー。
  - シタールの奏法、ドローン、ラーガ、ガマクを演者3人にエレキシタールで教える。
  - シタールでビートルズ「ラヴ・ユー・トゥ」のイントロを演奏。ビートルズよりもインド音楽に近づけるとどうなるか試演。他には電子タブラの解説。